# Dahlonega
Dahlonega é uma cidade localizada no estado americano de Geórgia, no Condado de Lumpkin.

## Demografia
Segundo o censo americano de 2000, a sua população era de 3638 habitantes.
Em 2006, foi estimada uma população de 4757, um aumento de 1119 (30.8%).

## Geografia
De acordo com o United States Census Bureau tem uma área de
16,6 km², dos quais 16,6 km² cobertos por terra e 0,0 km² cobertos por água. Dahlonega localiza-se a aproximadamente 442 m acima do nível do mar.

## Localidades na vizinhança
O diagrama seguinte representa as localidades num raio de 36 km ao redor de Dahlonega.